# Ulica Władysława Kunickiego w Lublinie

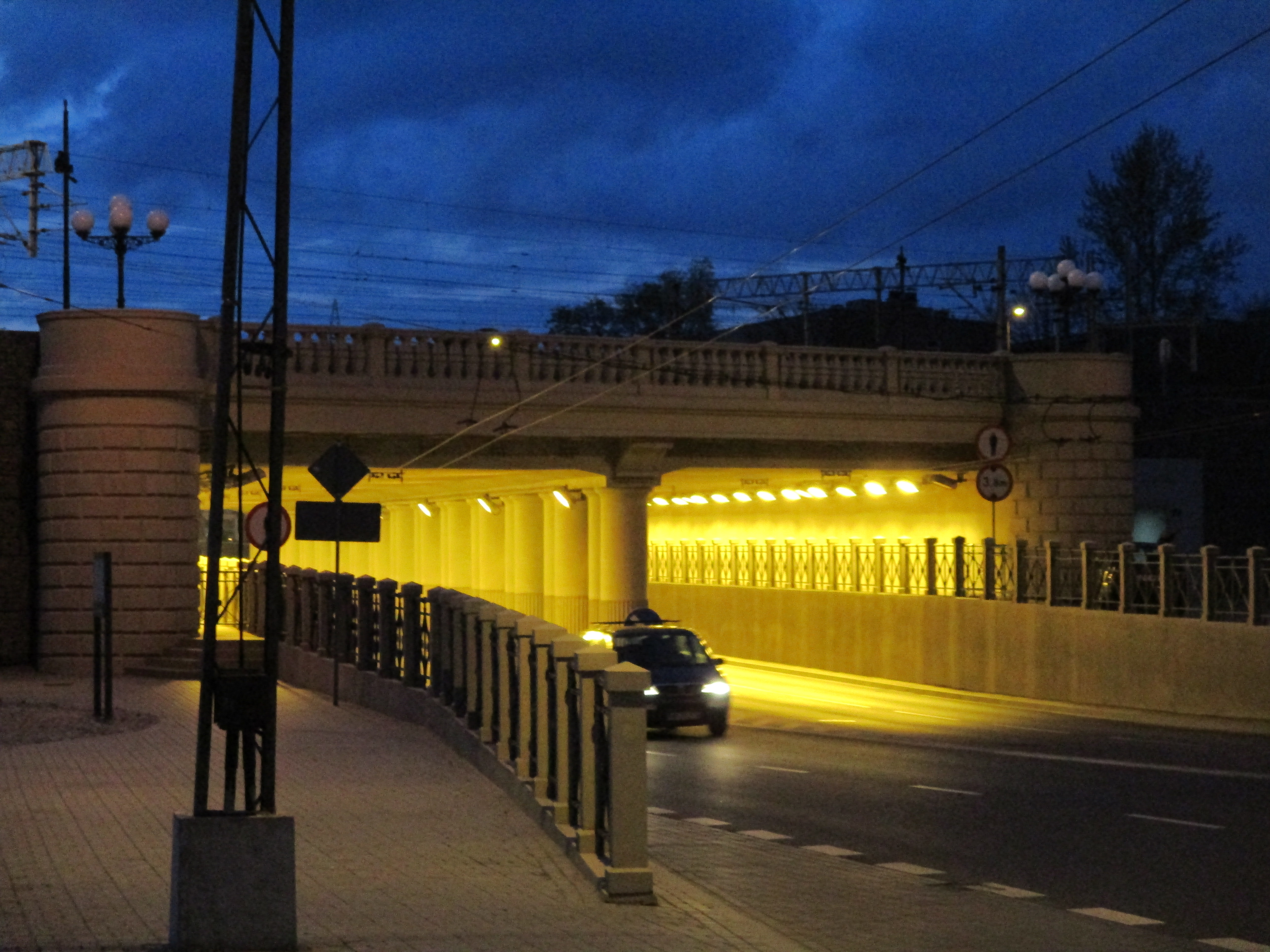
Wiadukt na ulicy pod linią kolejową nr 7

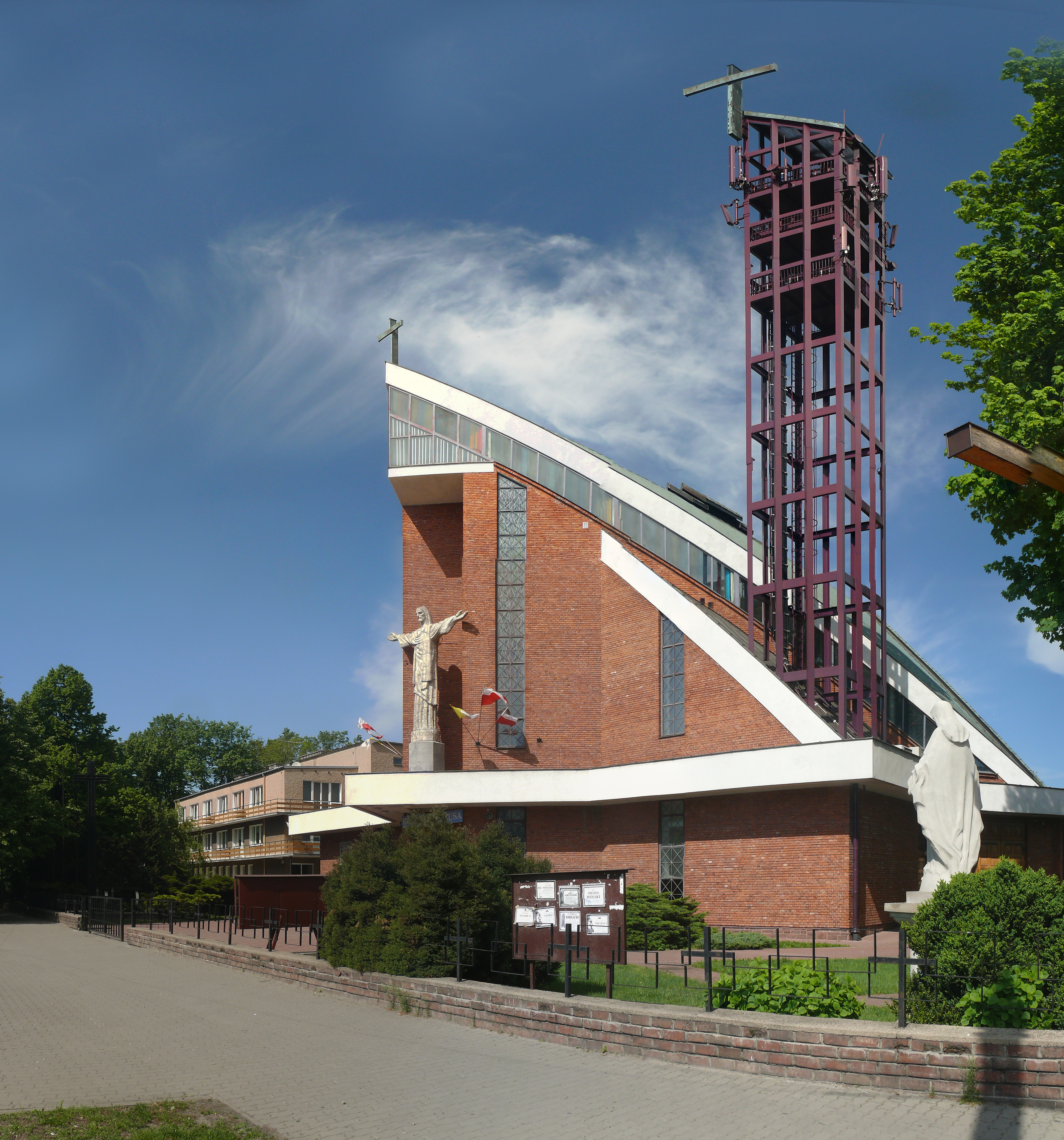
Nowy kościół parafialny

Ulica Władysława Kunickiego – główna ulica w Lublinie łącząca plac Bychawski z ulicą Abramowicką. Jest częścią drogi wojewódzkiej nr 835. 

## Przebieg i zabudowania
Przy ulicy jest zwarta zabudowa kamienic. Arteria od skrzyżowania z ul. Dywizjonu 303 i ul. Wyścigową (obwodnica miejska) do końca w kierunku Abramowic ma po dwa pasy ruchu w każdą stronę, w rejonie skrzyżowań więcej. W rejonie skrzyżowania z ul. Dywizjonu 303 i na odcinku od Zemborzyckiej do Mickiewicza jest dwujezdniowa. Długość ulicy wynosi 3,2 km.

## Historia
Patronem ulicy jest Władysław Kunicki, nauczyciel i właściciel gimnazjum oraz działacz socjalistyczny. Przed wybuchem II wojny światowej ulica nosiła nazwę Bychawska. Pod koniec XIX stulecia stała się główną arterią dzielnicy Dziesiąta. Była zamieszkiwana głównie przez proletariat zajmujący kamienice czynszowe. W dniu 15 października 1916 na polecenie generała gubernatora austriackiego została włączona w granice Lublina.
W 2015 roku wyremontowany został zabytkowy wiadukt, przy którym został wybudowany skwer im. Grażyny Chrostowskiej oraz przejście podziemne do Dworca Głównego PKP oraz placu Dworcowego. Po otwarciu przejścia podziemnego do dworca przy ulicy został utworzony nowy przystanek „Dworzec Gł. PKP – Kunickiego” po obu stronach.

## Otoczenie

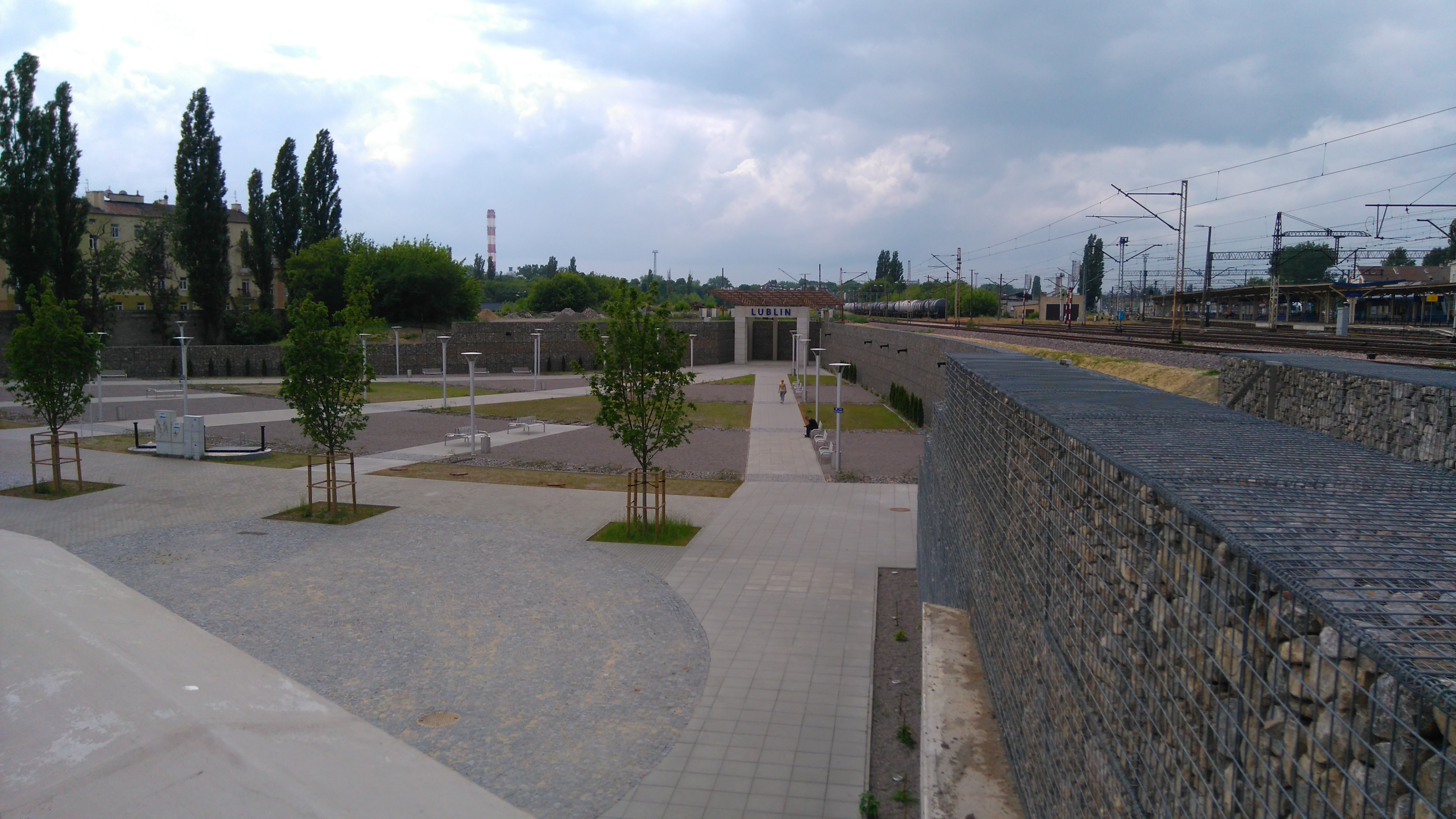
Skwer Grażyny Chrostowskiej

Przy ulicy znajduje się III Komisariat Policji dzielnicy Dziesiąta, dwa kościoły rzymskokatolickie: pw. Najświętszego Serca Jezusowego i pw. Matki Bożej Fatimskiej, parafialny kościół polskokatolicki pw. Wniebowzięcia NMP, stacje benzynowe PKN Orlen i Circle K oraz Szkoła Podstawowa nr 1. 